# عدم استقرار الساتل الميكروي

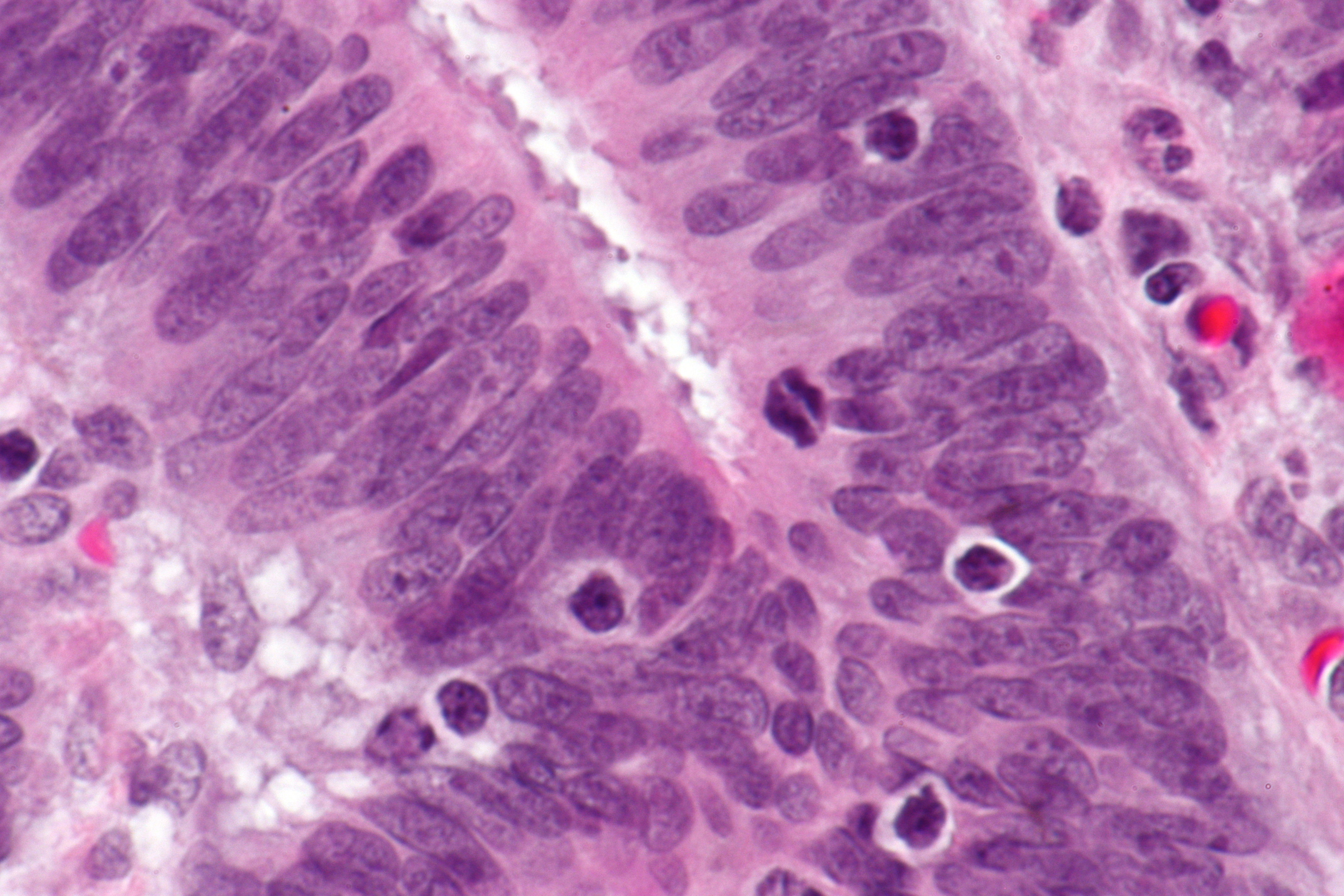

عدم استقرار الساتل الميكروي (MSI) هو حالة قابلية الحركة الجينية المفرطة (الاستعداد للطفرة) التي تنتج عن ضعف ترميم الحمض النووي غير المتطابق (MMR). يمثل وجود عدم استقرار الساتل الميكروي دليلًا مظهريًا على أن إصلاح الحمض النووي غير المتطابق لا يعمل بشكل طبيعي. يصحح ترميم الحمض النووي غير المتطابق الأخطاء التي تحدث تلقائيًا أثناء تضاعف الحمض النووي، مثل عدم تطابق قاعدة واحدة أو عمليات الغرز القصيرة والحذف. تقوم البروتينات المشاركة في إصلاح عدم التطابق بتصحيح أخطاء البوليميراز عن طريق تكوين مركب يرتبط بالقسم غير المتطابق من الحمض النووي ويزيل الخطأ، ويدرج التسلسل الصحيح في مكانه. الخلايا التي يعمل فيها ترميم عدم المتطابق بشكل غير طبيعي غير قادرة على تصحيح الأخطاء التي تحدث أثناء تضاعف الحمض النووي وبالتالي تتراكم الأخطاء. هذا يتسبب في إنشاء شظايا سواتل ميكروية جديدة. يمكن أن تكشف المقايسات القائمة على تفاعل سلسلة البوليمراز عن هذه السواتل الميكروية الجديدة وتوفر دليلًا على وجود عدم استقرار الساتل الميكروي.
السواتل الميكروية هي سلاسل متكررة من الحمض النووي. يمكن تشكيل هذه السلاسل من وحدات مكررة بطول يتراوح من زوج قاعدي واحد إلى ستة أزواج قاعدية. على الرغم من أن طول هذه السواتل الميكروية متغير بدرجة كبيرة من شخص لآخر ويساهم في «بصمة» الحمض النووي الفردية، إلا أن كل فرد لديه سواتل ميكروية ذات طول محدد. أكثر السواتل الميكروية شيوعًا لدى البشر هو تكرار ثنائي النوكليوتيد للنيوكليوتيدات C و A، والتي تحدث عشرات الآلاف من المرات عبر الجينوم. تُعرف السواتل الميكروية أيضًا بالتكرارات المتسلسلة البسيطة (SSRs).

## البنية
يتكون هيكل عدم استقرار السواتل الميكروية من النيوكليوتيدات المتكررة، وغالبًا ما تُرى على أنها تكرارات GT/CA.
لم يؤكد الباحثون بعد التعريف الدقيق لبنية عدم استقرار الساتل الميكروي. وبينما يتفق جميع الباحثين على أن السواتل الميكروية هي متواليات متكررة، فإن أطوال التسلسلات لا تزال محل تساؤل. تشير بعض الأبحاث إلى أن عدم استقرار السواتل الميكروية هو عبارة عن تسلسلات لتكرارات الحمض النووي المترادفة القصيرة وتتراوح من زوج إلى ستة أزواج قاعدية في جميع أنحاء الجينوم، في حين تشير الأبحاث الأخرى إلى أن النطاق قد يكون من زوجين إلى خمسة أزواج.
على الرغم من أن الباحثين لا يوافقون على حد معين لعدد التكرارات المترادفة التي تشكل ساتلًا ميكرويًا، هناك إجماع حول حجمها النسبي. تسمى التسلسلات الأطول السواتل الصغيرة، وتسمى التتابعات الأطول مواقع الحمض النووي الساتل. يميز بعض العلماء بين الفئات الثلاث بعدد أدنى من الأزواج القاعدية، بينما يستخدم آخرون عددًا أدنى من الوحدات المتكررة. تحدث غالبية التكرارات في المناطق غير المترجمة، وخاصة الإنترونات. ومع ذلك، فإن السواتل الميكروية التي تحدث في مناطق الترميز غالبًا ما تمنع التوسع في معظم الأحداث مع الاتجاه. تشكل السواتل الميكروية تقريبًا ثلاثة بالمئة من الجينوم البشري، أو أكثر من مليون شظية من الحمض النووي. تزداد كثافة السواتل الميكروية مع حجم الجينوم وتزداد للضعف عند نهايات أذرع الكروموسوم مقارنة بأجسام الكروموسوم.

## الشكل والوظيفة
تم اكتشاف عدم استقرار الساتل الميكروي (MSI) في السبعينيات والثمانينيات. وكان أول مرض بشري يعزى إلى MSI هو جفاف الجلد المصطبغ. ينتج هذا المرض عن تفعيل اثنين من الأليلات للطفرات في ترميم استئصال النوكليوتيد.
بمعنى واسع، ينتج MSI عن عدم قدرة بروتينات إصلاح عدم التطابق على إصلاح خطأ في تضاعف الحمض النووي. يحدث تضاعف الحمض النووي في المرحلة "S" من دورة الخلية؛ ويحدث الخطأ الذي تنجم عنه منطقة MSI أثناء حدث التضاعف الثاني. يكون الشريط الأصلي سليمًا، ولكن الشريط البنت يواجه طفرة إطار التسطير بسبب انزلاق إنزيم بوليميراز الحمض النووي.
على وجه التحديد، ينزلق بوليميراز الحمض النووي، ما يخلق حلقة حذف-غرز مؤقتة، والتي يتم التعرف عليها عادة بواسطة بروتينات ترميم الحمض غير المتطابق (MMR). ومع ذلك، عندما لا تعمل بروتينات MMR بشكل طبيعي -كما في حالة MSI- ينتج عن هذه الحلقة طفرات إطار التسطير، إما من خلال الإدراج أو الحذف، ما يؤدي إلى بروتينات غير فعالة وظيفيًا.
يقتصر عدم استقرار الساتل الميكروي على أشكال الحمض النووي المتعددة في أن أخطاء التضاعف تختلف في الطول بدلًا من التسلسل. يعد معدل الطفرات واتجاهها اللذان يسببان عدم استقرار الساتل الميكروي المكونات الرئيسية في تحديد الاختلافات الجينية. حتى الآن، يتفق العلماء على أن معدلات الطفرة تختلف في موضع المواقع الكرموسومية. كلما زاد طول عدم استقرار الساتل الميكروي، زاد معدل الطفرة.
على الرغم من أن معظم طفرات MSI ناتجة عن طفرات إطار التسطير، فإن أحداث الطفرة التي تؤدي إلى MSI أحيانًا تكون مستمدة من فرط ميثلة محفز ال hMLH1 (بروتين MMR). يحدث فرط الميثلة عندما تضاف مجموعة ميثيل إلى نيوكليوتيد الحمض النووي، ما يؤدي إلى إسكات الجينات، وبالتالي إنتاج MSI.
لقد أظهر الباحثون أن الضرر التأكسدي ينتج عنه طفرات إطار التسطير، وبالتالي ينتج عنها MSI، لكنهم لم يتفقوا بعد على آلية دقيقة. لقد ثبت أنه كلما زاد الإجهاد التأكسدي على النظام، زادت فرص حدوث الطفرات. بالإضافة إلى ذلك، يقلل إنزيم الكاتالاز من الطفرات، في حين أن النحاس والنيكل يزيدان من الطفرات بزيادة تقليل البيروكسيدات. يعتقد بعض الباحثين أن الإجهاد التأكسدي على مواقع كروسومية معينة يؤدي إلى توقف بوليميراز الحمض النووي في تلك المواقع، ما يوفر بيئة لانزلاق الحمض النووي.
اعتقد الباحثون في البداية أن MSI كان عشوائيًا، ولكن هناك أدلة تشير إلى أن أهداف MSI تشمل قائمة متنامية من الجينات. ومن الأمثلة على ذلك، جين مستقبل عامل النمو المحول بيتا وجين BAX. يؤدي كل هدف إلى ظهور أنماط ظاهرية وأمراض مختلفة.

## الأهمية السريرية
يرتبط عدم استقرار الساتل الميكروي بسرطان القولون وسرطان المعدة وسرطان بطانة الرحم وسرطان المبيض وسرطان القناة الكبدية الصفراوية وسرطان المسالك البولية وسرطان المخ وسرطانات الجلد. يعد MSI أكثر انتشارًا بارتباطه مع سرطانات القولون. كل عام، هناك أكثر من 500000 حالة سرطان قولون في جميع أنحاء العالم. استنادًا إلى نتائج أكثر من 7000 مريض تم تصنيفهم على أنهم مصابون بارتفاع عدم استقرار الساتل الميكروي (MSI-H) أو انخفاضه (MSI-L) أو سرطانات القولون ذات السواتل الميكروية المستقرة (MSS)، فإن المصابين بأورام MSI-H لديهم تشخيص أكثر إيجابية بنسبة 15٪ مقارنة بأورام MSI-L أو MSS.
عُثر على أورام القولون والمستقيم مع MSI في القولون الأيمن مرتبطة بالأنسجة المتمايزة الفقيرة، وارتفاع مولدات الموسين، والورم المتسلل للخلايا اللمفاوية، ووجود استجابة المضيف لمرض شبيه بكرون. تُظهر أورام MSI-H التي تسهم في سرطان القولون والمستقيم انبثاثًا أقل مقارنة بسرطان القولون والمستقيم المشتق. هذا ما أثبتته الأبحاث السابقة التي أظهرت أن أورام MSI-H أكثر تمثيلًا في سرطانات المرحلة الثانية منها في سرطانات المرحلة الثالثة. 
لقد استكشف العلماء ارتباط بروتينات تصنيف البروتين الفجوي (VPS) بـ MSI. مثل MSI، يرتبط VPS بسرطان المعدة والقولون. تشير إحدى الدراسات إلى أن بروتينات VPS كانت مرتبطة بسرطانات MSI-H، ولكن ليس بسرطانات MSI-L، وبالتالي تقييد VPS على سرطانات خاصة بـ MSI-H.
علاوة على ذلك، يتفق الباحثون على أن حالة MSI-H تشير إلى تشخيص متلازمة لينش والتشخيص غير المنتشر وأنظمة العلاج الأقل عدوانية. ترتبط متلازمة لينش بـ MSI وتزيد من خطر الإصابة بسرطانات القولون، وبطانة الرحم، والمبيض، والمعدة، والأمعاء الدقيقة، والقناة الكبدية، والمسالك البولية، وسرطان المخ، وسرطان الجلد.
تنسب إحدى الدراسات التي أجريت على أكثر من 120 مريضًا من مرضى متلازمة لينش رد الفعل الشبيه بمرض كرون (CLR) والمرتبط بـ MSI إلى «النيبتيدات المحددة للورم الناتجة خلال تسرطن MSI-H.» أكدت هذه الدراسة كذلك على أن «وجود حماية مناعية مضادة للانبثاث لدى مرضى MSI-H CRC قد يفسر النتائج الحديثة التي تفيد بأن العلاج الكيميائي المساعد 5-FU ليس له آثار مفيدة أو حتى سلبية في هذه المجموعة.» يفترض الباحثون أن هناك دورًا وقائيًا للخلايا اللمفاوية ضد MSI-H CRC يمنع انبثاث الورم.
تنجم أورام MSI في 15 ٪ من سرطان القولون والمستقيم المتقطع عن فرط ميثلة محفز جين MLH 1، في حين أن أورام MSI في متلازمة لينش ناتجة عن طفرات جرثومية في MLH 1 و MSH 2 و MSH 6 و PMS2.
كان MSI واضحًا في سبب الإصابة بالسرطانات الزهمية (الدهنية). السرطانات الدهنية هي مجموعة فرعية لمرض أكبر هو متلازمة موير- توري. يتم التعبير عن MSI بشكل مختلف في متلازمة موير توري، وغالبًا ما يتم التعبير عنه بأمراض مشتركة لدى مرضى سرطان القولون. علاوة على ذلك، فإن بروتينات MMR وهي MLH 1 و MSH 2 و MSH6 و PMS2 لها دور فعال في سرطان الغشاء المحيط بالعين، والذي يظهر على الجفن في 40 ٪ من حالات السرطانة الدهنية.
في مايو 2017، وافقت إدارة الغذاء والدواء (FDA) على علاج مناعي يسمى Keytruda® (بمبروليزوماب) (مثبط PD-1) للمرضى الذين يعانون من ارتفاع عدم استقرار السواتل الميكروية (MSI-H) المنتشرة أو غير القابلة للاستئصال أو ضعف ترميم عدم التطابق (dMMR) للأورام الصلبة التي تطورت بعد المعالجة السابقة. هذا المؤشر مستقل عن تقييم مدى تعبير PD-L1، ونوع الأنسجة وموقع الورم.

## تشخيص عدم استقرار السواتل الميكروية
MSI هو علامة جيدة لتحديد متلازمة لينش وتحديد تشخيص لعلاج السرطان. في عام 1996، استضاف المعهد الوطني للسرطان (NCI) ورشة عمل دولية حول متلازمة لينش، والتي أدت إلى تطوير «Bethesda Guidelines - إرشادات بيثيسدا» وموقعًا لاختبار MSI. خلال ورشة العمل الأولى هذه، وافق NCI على خمس علامات للسواتل الميكروية ضروريةٍ لتحديد وجود MSI: اثنان من أحاديات النوكليوتيد، BAT25 و BAT26، وثلاث مكررات من ثنائيات النوكليوتيد D2S123، وD5S346، و D17S250. تنتج أورام MSI-H من MSI بنسبة أكبر من 30٪ من موضع MSI غير المستقر (> 2 أو أكثر من 5 مواضع). تنتج أورام MSI-L عن أقل من 30٪ من المؤشرات الحيوية غير المستقرة لـ MSI. تصنف أورام MSI-L على أنها أورام ناتجة عن مسببات بديلة. تثبت العديد من الدراسات أن مرضى MSI-H يستجيبون بشكل أفضل للجراحة وحدها، بدلاً من العلاج الكيميائي والجراحة، وبالتالي يتفادى المرضى تجربة العلاج الكيميائي دون داع.
بعد مرور ست سنوات، خلال الورشة الثانية التي استضافها NCI لإعادة النظر في متلازمة لينش في عام 2002، تم تنقيح إرشادات بيثيسدا (نُشرت لاحقًا في 2004 ) والتي أوصت بمعايير جديدة لاختبار MSI. على وجه التحديد، حددوا مواضع أحاديات النوكليوتيد الخمسة على أنها متفوقة على مزيج من المواضع أحادية وثنائية النوكليوتيد لأن مواضع ثنائيات النوكليوتيد يمكن أن تبدو متغيرة، في حين أنها لم تكن كذلك، ما يزيد من احتمال وجود نتيجة إيجابية خاطئة ل MSI-H.
قدمت شركة بروميغا في ماديسون - ويسكونسن، المجموعة الأولى المتاحة تجاريًا والتي يطلق عليها نظام تحليل عدم استقرار الساتل الميكروي. منذ ذلك الحين، تم اعتماد Promega MSI RUO على نطاق واسع منذ عام 2004، مع أكثر من 120 منشورًا تمت مراجعته من قِبل النظراء يشار إلى موقعها العالمي كمعيار ذهبي في تحديد حالة MSI لأنسجة السرطان.
في الآونة الأخيرة، تم طرح مجموعات الكشف عن MSI القائمة على PCR في الوقت الفعلي في السوق بنجاح. يعتبر شكل الأنبوب المغلق ذو الخطوة الواحدة والدقة العالية والحساسية للمنتجات القائمة على PCR في الوقت الفعلي دون أي تحليل إضافي بعد تضخيم PCR مقارنة بالطرق التقليدية (PCR يُتبع بتحليل الأجزاء) مزايا هامة.
تساهم الآليات المباشرة وغير المباشرة في مقاومة العلاج الكيميائي. تشمل الآليات المباشرة المسارات التي تستقلب الدواء، بينما تشمل الآليات غير المباشرة المسارات التي تستجيب للعلاج الكيميائي. يلعب مسار ترميم الحمض النووي NER دورًا كبيرًا في عكس تلف الخلايا الناجم عن العوامل العلاجية الكيميائية مثل 5-FU.

## طالع أيضًا
- عدم استقرار الجينوم
- عدم استقرار الكروموسوم